# Tectella
Tectella — рід агарикальних грибів родини міценові (Mycenaceae). Рід містить три види, що поширені у помірних районах північної півкулі.